# روبرت بويد برازير
روبرت بويد برازير (بالإنجليزية: Robert Boyd Brazier)‏ هو طيار بحري في الولايات المتحدة ‏ أمريكي، ولد في 13 يونيو 1916 في تويلي في الولايات المتحدة، وتوفي في 4 يونيو 1942 في جزر الميدواي في الولايات المتحدة.